# Усакла (приток Боровки)
Усакла — река в России, протекает в Оренбургской области. Устье реки находится в 125 км по правому берегу реки Боровка. Длина Усаклы составляет 21 км.

## Данные водного реестра
По данным государственного водного реестра России, Усакла относится к Нижневолжскому бассейновому округу. Водохозяйственный участок реки — Самара от водомерного поста у села Елшанка до города Самара (выше города), без реки Большой Кинель. Речного подбассейна Усакла не имеет, а её речной бассейн — Волга от верховий Куйбышевского водохранилища до впадения в Каспий.
По данным геоинформационной системы водохозяйственного районирования территории РФ, подготовленной Федеральным агентством водных ресурсов:
- Код водного объекта в государственном водном реестре — 11010001112112100007446
- Код по гидрологической изученности (ГИ) — 112100744
- Код бассейна — 11.01.00.011
- Номер тома по ГИ — 12
- Выпуск по ГИ — 1